# Qarasu (Qəbələ)
Qarasu è un comune dell'Azerbaigian situato nel distretto di Qəbələ.